# パクス・アッシリアカ

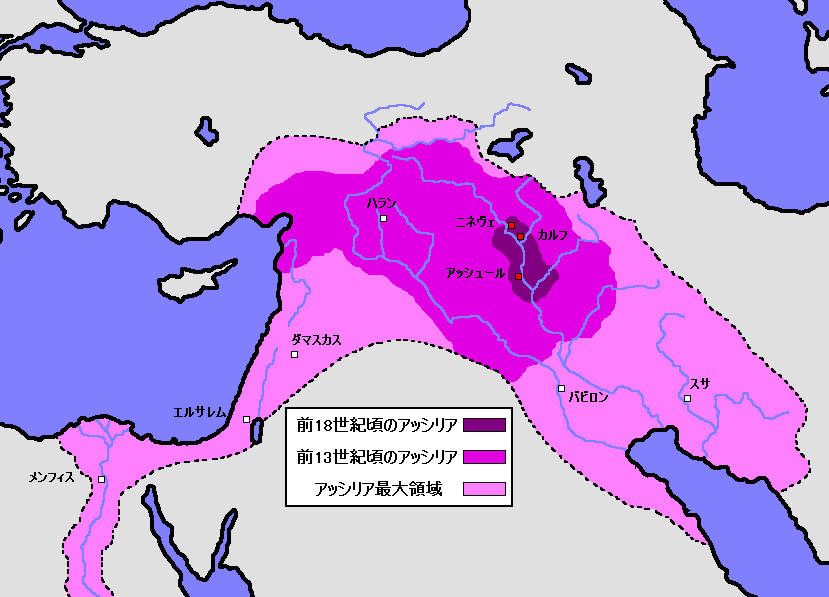
アッシリアの勢力圏の変遷

パクス・アッシリアカ（ラテン語：Pax Assyriaca）とは、ラテン語で「アッシリアによる平和」を意味し、紀元前700年ごろから紀元前620年ごろまでの間における新アッシリア王国の比較的長い安定期を指す。この用語はパクス・ロマーナと並行して生み出された。新アッシリア王国は、その版図を拡大し維持するために容赦なく武力行使したことで悪名高いが、彼らの支配はパクス・アッシリアカとして知られる時代をもたらした。この時期の新アッシリア王国は、現代のエジプトから東はペルシア湾、西は地中海中央部の大部分にまで至るという最大の成功を収めた。この時代の政治・経済・イデオロギー、そして軍事的発展は、アッシリア崩壊後の時代においてさえ影響を及ぼし続けた。

## パクス・アッシリアカの起源

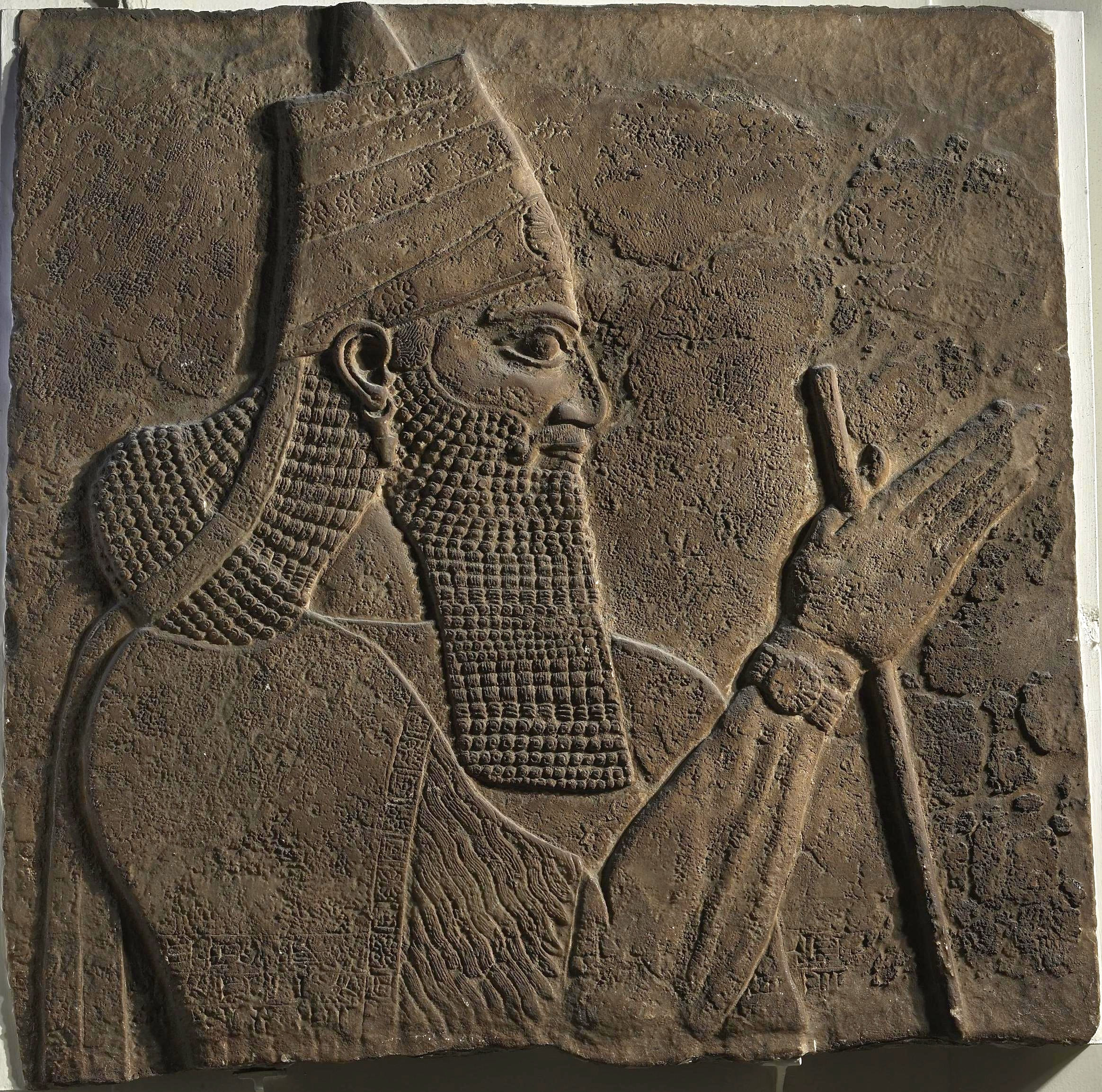
ティグラト・ピレセル3世

アッシリア拡大の卓越した時期はティグラト・ピレセル3世（在位紀元前744年〜紀元前727年）の治世下に起き、彼の勢力はメソポタミアやアナトリア半島、シリア、そしてエジプトに拡大した。軍事的・政治的効率を最大化した彼の国家改革は、新アッシリア王国の確立を可能にした。彼はアッシリアの役人を弱体化させて中央集権化を進め、総督を任命して国内に前々から残っていたわずかな勢力を分配した。また、朝貢兵を用いて編成した大軍にて諸民族も征服した。彼の征服と、その息子らシャルマネセル5世とサルゴン2世によるアナトリアとレバントにおける征服後、王国はパクス・アッシリアカとして知られる辺境の要塞化と安定化の段階に入った。
新アッシリア人により軍事占領や征服地への貢物要求に用いられた拡大手法を考慮すると、彼らはかなり否定的な観点で表現される。しかし、地方の指導者の多くが勢力争いをしていたため、広大な領土に発展させることが、かつては見られなかった安定した権力をもたらした。この地域での権力闘争が終わると、その焦点は経済の拡大と全般的な帝国建設に移行した。新アッシリアは従属する多くの付庸国を抱えており、国家の生産性と利益が高いほど朝貢額も高くなった。それゆえアッシリアは、自国のみならず彼らの周辺地域の発展を支援することが、最大の利益になることを理解していた。

## 経済発展
この時期のフェニキア人とのアッシリア人の関係は新アッシリア王国のさらなる経済発展に寄与した。当時のフェニキアも新アッシリアに従属した付庸国であった。その地域の主要な経済的要因として、フェニキア人が広大な海洋ネットワークを確立した結果、彼らはワインや木材、象牙、金属、そして思想などとともに帝国内にて貿易活動をした。資源の主要供給源となったフェニキア人はより多くの資源と植民地を得るため、フェニキアの拡大をもたらす大規模な新アッシリア王国の多量な需要に応えるべく新しい手段を見つけねばならなかった。フェニキア人は、キプロス島、キリキア、クレタ島の3つの鉄の産地を支配していたため、地中海全域での鉄取引に寄与した。彼らの広範囲に及ぶ貿易網は、フェニキア人が商品のみならず、アッシリアの文字や芸術、建築の西方への普及をもたらすような思想面の貿易においても、ギリシャとメソポタミアを結びつけることを可能にした。

## 反乱とパクス・アッシリアカの終焉

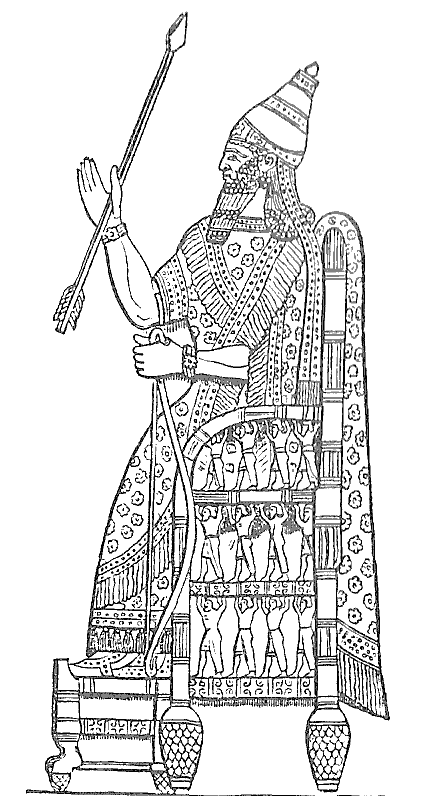
センケナリブ

以上の時代は「アッシリアによる平和」と呼ばれた可能性はあるものの、この時期の新アッシリアは反乱に対処し、王国のさらなる軍事的拡大を進めた。バビロンは新アッシリア統治期において何度も反乱を起こしたが、ついには紀元前689年に、2度と反逆せぬようセンナケリブにより破壊された。しかしその後、彼の息子エサルハドンによってバビロンが再建されたことで、最終的に新アッシリアの都ニネヴェの破壊に成功した、同国に対する反乱を引き起こした。新アッシリア王国の滅亡は、パクス・アッシリアカの終焉と新バビロニアの台頭をもたらした。